# Правительство Фокина
В статье даются сведения о составе Кабинета Министров Украинской ССР (Украины) под председательством Витольда Фокина, действовавшего в апреле 1991 года — октябре 1992 года.
Кабинет Министров Украинской ССР был образован Законом Украинской ССР от 18 апреля 1991 г. № 980-XII в составе Премьер-министра, Первого вице-премьера, вице-премьера, государственного секретаря Кабинета Министров, государственных министров и министров Украинской ССР.
В соответствии со статьей 116 Конституции Украинской ССР от 20 апреля 1978 года (в редакции Закона Украинской ССР от 21 мая 1991 года № 1048-XII) в состав Кабинета Министров Украинской ССР входили Премьер-министр Украинской ССР, Первый вице-Премьер-министр, Вице-Премьер-министр, Государственный секретарь Кабинета Министров, государственные министры, министры Украинской ССР.
В соответствии со статьей 116 Конституции Украины от 20 апреля 1978 года (в редакции Закона Украины от 14 февраля 1992 г. № 2113-XII) в состав Кабинета Министров Украины входили: Премьер-министр Украины, Первый вице-Премьер-министр, Вице-Премьер-министр, руководители министерств иностранных дел, обороны, финансов, экономики, юстиции, внутренних дел, внешних экономических связей, связи, транспорта, Службы национальной безопасности, Государственного комитета по делам охраны государственной границы и Государственного таможенного комитета. Президент Украины мог ввести в состав Кабинета Министров Украины других руководителей центральных органов государственной исполнительной власти Украины.
Указом Президента Украины от 25 февраля 1992 г. № 98 в состав Кабинета Министров Украины введены дополнительная должность Вице-премьер-министра Украины, Министр Кабинета Министров Украины, Председатель правления Фонда государственного имущества Украины, упразднен институт государственных министров Украины.

## Состав Кабинета Министров
После даты назначения или освобождения от должности членов Кабинета Министров стоит номер соответствующего Постановления Верховного Совета Украинской ССР (Верховной Рады Украины) или Указа Президента Украины. Члены Кабинета Министров, даты освобождения от должности которых не указаны, действовали на момент отставки правительства и либо были переназначены на эти же должности в новом составе Кабинета Министров, либо были освобождены от своих должностей после утверждения нового состава Кабинета Министров Украины Постановлением Верховной Рады Украины от 27 октября 1992 года № 2733-XII.
Члены правительства расположены в списке в хронологическом порядке по дате их назначения или включения в состав правительства.
- Фокин Витольд Павлович — Премьер-министр Украинской ССР (18 апреля 1991 г., № 984-XII — 1 октября 1992 г., № 2652-XII)
- Голушко Николай Михайлович — Председатель Комитета государственной безопасности Украинской ССР (Постановлением Верховного Совета Украинской ССР от 13 мая 1991 г. № 1030а-XII Председатель Комитета государственной безопасности Украинской ССР включен в состав Кабинета Министров Украинской ССР; Постановлением Верховной Рады Украины от 20 сентября 1991 г. № 1581-XII Комитет государственной безопасности Украины упразднен, образована Служба национальной безопасности Украины[2])
- Масик Константин Иванович — Первый вице-Премьер-министр Украинской ССР (с 21 мая 1991 г., № 1050-XII)
- Масельский Александр Степанович — Вице-Премьер-министр Украинской ССР/вице-Премьер-министр Украины (21 мая 1991 г., № 1051-XII — 29 октября 1991 г., № 1728-XII)
- Минченко Анатолий Каленикович — Государственный министр — Министр по делам экономики Украинской ССР (21 мая 1991 г., № 1052-XII — Указом Президента Украины от 25 февраля 1992 г. № 98 институт государственных министров Украины упразднен), Министр государственных ресурсов Украины (29 февраля 1992 г., № 114 — Указом Президента Украины от 13 ноября 1992 г. № 566/92 Министерство государственных ресурсов Украины упразднено)
- Антонов Виктор Иванович — Государственный министр по вопросам оборонного комплекса и конверсии Украинской ССР (21 мая 1991 г., № 1053-XII — Указом Президента Украины от 25 февраля 1992 г. № 98 институт государственных министров Украины упразднен), Министр машиностроения, военно-промышленного комплекса и конверсии Украины (с 25 февраля 1992 г., № 106)
- Ткаченко Александр Николаевич — Государственный министр по вопросам аграрной политики и продовольствия Украинской ССР — Министр сельского хозяйства Украинской ССР (21 мая 1991 г., № 1054-XII — Указом Президента Украины от 25 февраля 1992 г. № 98 институт государственных министров Украины и Министерство сельского хозяйства Украины упразднены[3])
- Пехота Владимир Юльевич — Государственный секретарь Кабинета Министров Украинской ССР (с 21 мая 1991 г., № 1055-XII), Министр Кабинета Министров Украины (26 февраля 1992 г., № 109 — 16 октября 1992 г., № 499/92)
- Борисовский Владимир Захарович — Государственный министр по вопросам инвестиционной политики и строительного комплекса Украинской ССР (5 июня 1991 г., № 1145-XII — Указом Президента Украины от 25 февраля 1992 г. № 98 институт государственных министров Украины упразднен), Министр инвестиций и строительства Украины (25 февраля 1992 г., № 105 — 30 декабря 1992 г., № 640/92)
- Гладуш Виктор Дмитриевич — Государственный министр по вопросам промышленности и транспорта Украинской ССР (5 июня 1991 г., № 1146-XII — Указом Президента Украины от 25 февраля 1992 г. № 98 институт государственных министров Украины упразднен), Министр промышленности Украины (29 февраля 1992 г., № 116 — 28 сентября 1992 г., № 487/92)
- Лановой Владимир Тимофеевич — Государственный министр по вопросам собственности и предпринимательства Украинской ССР (5 июня 1991 г., № 1147-XII — Указом Президента Украины от 25 февраля 1992 г. № 98 институт государственных министров Украины упразднен), Министр экономики Украины (с 5 марта 1992 г., № 2166-XII), Вице-премьер-министр Украины, Министр экономики Украины (6 марта 1992 г., № 129 — 11 июля 1992 г., № 366/92)
- Марчук Евгений Кириллович — Государственный министр по вопросам обороны, национальной безопасности и чрезвычайных ситуаций Украинской ССР (5 июня 1991 г., № 1148-XII — Указом Президента Украины от 25 февраля 1992 г. № 98 институт государственных министров Украины упразднен), Председатель Службы национальной безопасности Украины (назначен Постановлением Верховной Рады Украины от 6 ноября 1991 г. № 1794-XII; Законом Украины от 14 февраля 1992 г. № 2113-XII Председатель Службы национальной безопасности Украины включен в состав Кабинета Министров Украины)
- Бойко Виталий Федорович — Министр юстиции Украинской ССР (5 июня 1991 г., № 1149-XII — 20 марта 1992 г., № 173)
- Василишин Андрей Владимирович — Министр внутренних дел Украинской ССР (с 5 июня 1991 г., № 1150-XII)
- Коваленко Александр Николаевич — Министр финансов Украинской ССР (5 июня 1991 г., № 1151-XII — 29 октября 1991 г., № 1729-XII)
- Слепичев Олег Иванович — Министр торговли Украинской ССР (5 июня 1991 г., № 1152-XII — 31 декабря 1991 г.[4]), вице-премьер-министр Украины (с 25 декабря 1991 г., № 15)
- Спиженко Юрий Прокофьевич — Министр здравоохранения Украинской ССР (с 5 июня 1991 г., № 1153-XII)
- Борзов Валерий Филиппович — Министр по делам молодежи и спорта Украинской ССР (с 6 июня 1991 г., № 1154-XII)
- Самоплавский Валерий Иванович — Министр лесного хозяйства Украинской ССР (с 6 июня 1991 г., № 1155-XII)
- Зленко Анатолий Максимович — Министр иностранных дел Украинской ССР (с 6 июня 1991 г., № 1156-XII)
- Скляров Виталий Федорович — Министр энергетики и электрификации Украинской ССР (с 6 июня 1991 г., № 1157-XII)
- Борисенко Николай Иванович — Министр статистики Украинской ССР (с 6 июня 1991 г., № 1158-XII)
- Зязюн Иван Андреевич — Министр народного образования Украинской ССР (6 июня 1991 г., № 1159-XII — Указом Президента Украины от 12 декабря 1991 г. № 2 Министерство народного образования Украины упразднено)
- Хоролец Лариса Ивановна — Министр культуры Украинской ССР (6 июня 1991 г., № 1160-XII — 17 ноября 1992 г., № 568/92)
- Готовчиц Георгий Александрович — Министр по делам защиты населения от последствий аварии на Чернобыльской АЭС Украинской ССР (с 6 июня 1991 г., № 1161-XII)
- Щербак Юрий Николаевич — Министр охраны окружающей природной среды Украинской ССР (19 июня 1991 г., № 1210-XII — 16 октября 1992 г., № 496/92)
- Сальников Виктор Григорьевич — Министр по делам разгосударствления собственности и демонополизации производства Украинской ССР (19 июня 1991 г., № 1211-XII — 20 марта 1992 г., № 175)
- Кравченко Валерий Александрович — Министр внешнеэкономических связей Украинской ССР (19 июня 1991 г., № 1212-XII — Указом Президента Украины от 25 февраля 1992 г. № 98 Министерство внешнеэкономических связей Украины упразднено)
- Морозов Константин Петрович — Министр обороны Украины (с 3 сентября 1991 г., № 1473-XII)
- Ершов Аркадий Витальевич — Министр социального обеспечения Украины (с 17 сентября 1991 г., № 1555-XII)
- Пятаченко Григорий Александрович — Министр финансов Украины (с 23 октября 1991 г., № 1695-XII)
- Каскевич Михаил Григорьевич — Министр труда Украины (с 29 октября 1991 г., № 1727-XII)
- Таланчук Петр Михайлович — Министр образования Украины (с 12 декабря 1991 г., № 2)
- Тимофеев Владимир Сергеевич — Министр торговли Украины (31 декабря 1991 г., № 21 — Указом Президента Украины от 25 февраля 1992 г. № 98 Министерство торговли Украины упразднено)
- Коваль Алексей Михайлович — Председатель Государственного таможенного комитета Украины (назначен Указом Президента Украины от 11 декабря 1991 г. № 1; Законом Украины от 14 февраля 1992 г. № 2113-XII Председатель Государственного таможенного комитета Украины включен в состав Кабинета Министров Украины)
- Губенко Валерий Александрович — Председатель Государственного комитета по делам охраны государственной границы Украины (назначен Указом Президента Украины от 25 декабря 1991 г. № 14; Законом Украины от 14 февраля 1992 г. № 2113-XII Председатель Государственного комитета по делам охраны государственной границы Украины включен в состав Кабинета Министров Украины)
- Прядко Владимир Владимирович — Председатель правления Фонда государственного имущества Украины (назначен председателем Правления Фонда государственного имущества Украинской ССР постановлением Кабинета Министров Украинской ССР от 9 июля 1991 г. № 78; Указом Президента Украины от 25 февраля 1992 г. № 98 Председатель правления Фонда государственного имущества Украины включен в состав Кабинета Министров Украины)
- Ситник Виктор Петрович — Вице-премьер-министр Украины (с 25 февраля 1992 г., № 104)
- Ткачук Василий Михайлович — Министр сельского хозяйства и продовольствия Украины (29 февраля 1992 г., № 115 — 8 декабря 1992 г., № 597/92)
- Климпуш Орест Дмитриевич — Министр транспорта Украины (с 20 марта 1992 г., № 172)
- Кампо Владимир Михайлович — Министр юстиции Украины (с 20 марта 1992 г., № 173[5])
- Воронков Анатолий Николаевич — Министр внешних экономических связей и торговли Украины (20 марта 1992 г., № 174 — Указом Президента Украины от 13 ноября 1992 г. № 566/92 Министерство внешних экономических связей и торговли Украины упразднено)
- Шпек Роман Васильевич — Министр Украины по делам разгосударствления собственности и демонополизации производства (20 марта 1992 г., № 175 — Указом Президента Украины от 13 ноября 1992 г. № 566/92 Министерство Украины по делам разгосударствления собственности и демонополизации производства упразднено)
- Проживальский Олег Петрович — Министр связи Украины (с 1 мая 1992 г., № 203)
- Симоненко Валентин Константинович — Первый Вице-премьер-министр Украины/Первый вице-премьер-министр Украины (11 июля 1992 г., № 367/92 — 7 ноября 1992 г., № 550/92)
- Павловский Михаил Антонович — Министр промышленности Украины (28 сентября 1992 г., № 487/92 — 27 октября 1992 г., № 532/92)

Постановлением Верховной Рады Украины от 1 октября 1992 г. № 2652-XII Кабинету Министров Украины выражено недоверие, что в соответствии с действовавшей в то время Конституцией Украины влекло отставку Кабинета Министров Украины.
Указом Президента Украины от 2 октября 1992 г. № 489/92 Симоненко Валентин Константинович назначен исполняющим обязанности Премьер-министра Украины, членам Кабинета Министров Украины поручено продолжать исполнять обязанности до сформирования нового состава Кабинета Министров Украины.